# Рокланд (Мейн)
Рокланд (на английски: Rockland) е град в САЩ, щата Мейн. Административен център е на окръг Нокс. Населението на града е 7186 души (по приблизителна оценка от 2017 г.). Градът е посещаван от много туристи и е място, откъдето може да се хване ферибот за разположените в залива Пинобскът острови Винълхевън, Норт Хевън и Матиникус.